# Апраксин, Иван Александрович (1818)
Граф Ива́н Алекса́ндрович Апра́ксин (12 (24) января 1819 — 15 (27) мая 1892) — шталмейстер Императорского Двора, тайный советник.

## Биография
Происходил из рода Апраксиных. Сын графа Александра Ивановича Апраксина (1782—1848) от брака его с Марией Александровной Шемякиной (1793—1872). По отцу, — потомок стольника графа А. М. Апраксина и генерал-фельдмаршала П. А. Румянцева. Был крещён 22 января 1819 года в церкви Вознесения Господня при Адмиралтействе при восприемстсве графа Н. А. Апраксина и В. А. Барановой. 
Получив домашнее воспитание, был определён в число воспитанников института Корпуса путей сообщений, который окончил 25 мая 1836 года. Был оставлен при институте в звании прапорщика для дальнейшего образования. В январе 1837 года за болезнью был уволен от службы, но в ноябре 1838 года вновь определён в Корпус путей сообщений. 

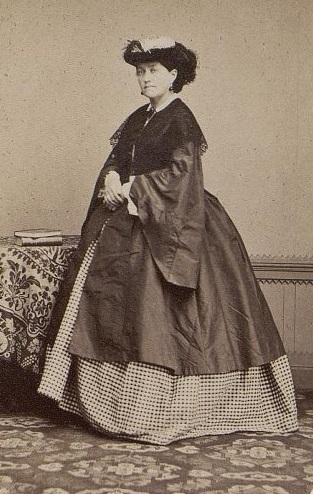
Евдокия Апраксина

В декабре 1838 года прикомандирован из корпуса в лейб-гвардии Преображенский полк, куда был переведён  в июне 1839 года. В декабре 1841 года произведён в подпоручики; 10 октября 1843 года — в поручики. В январе 1844 года был переведён капитаном в Московский пехотный полк; состоял адъютантом у генерал-лейтенанта А. Л. Тришатного; с декабря 1845 года — майор. 
Выйдя в ноябре 1848 года в отставку, жил с семьей за границей. С началом Крымской кампании вновь поступил на службу. С апреля 1855 года — подполковник; состоял старшим адъютантом при штабе его императорского величества. В ноябре 1858 года вновь вышел в отставку. В марте 1863 года вернулся на службу, был вице-президентом придворной конюшенной конторы; с 1874 года — тайный советник и шталмейстер двора. 
Граф Апраксин был известный хлебосол и любитель вкусно поесть. Перестроив свой петербургский дом на Литейном проспекте д. 10 (по проекту Н. Л. Бенуа), он стал устраивать в нем званные обеды. В Воронежской губернии имел 15 тысяч десятин земли, винокуренный завод и оберточно-бумажную фабрику. По словам графа С. Д. Шереметева, в обществе он долго слыл за опытного хозяина и финансиста, но, будучи другом и собутыльником графа Г. А. Строганова, в конце концов разорился. 
Скончался в Женеве от болезни сердца; был похоронен в Петербурге на Новодевичьем кладбище.

## Семья

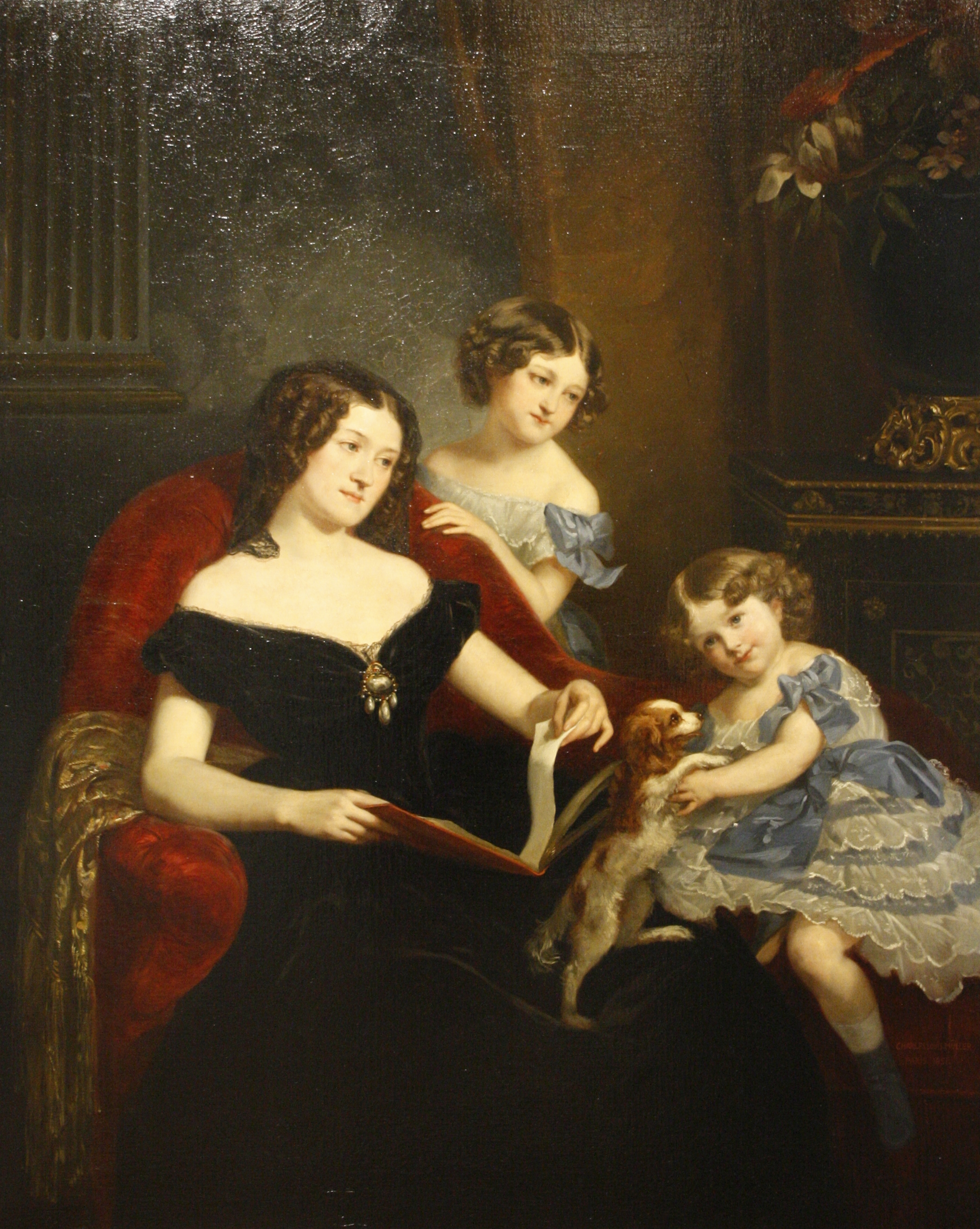
Графиня Евдокия Апраксина с дочерьми на портрете Мюллера (1851)

Жена (с 26 апреля 1842 года) — Евдокия Николаевна Hебольсина (23.02.1821—12.05.1886), фрейлина двора, дочь московского предводителя дворянства, камергера и тайного советника Н. А. Небольсина. Евдокия Николаевна, как и сестра её Бибикова, были в свое время богатыми московскими невестами. Венчание её с Апраксиным было в Троицкой церкви села Ратманово Богородского уезда Московской губернии. По словам современницы, этот «брак изумил и поразил всю Москву, так как все были твердо убеждены, что мадемуазель Небольсина выйдет замуж за самого богатого жениха в городе Алексея Сергеевича Мусина-Пушкина. Полагали, что они помолвлены, но оказалось, что отец Небольсиной хотел получить с молодого человека деньги, а получив, что было надо, спровадил его». Графиня Апраксина была деятельной благотворительницей. В 1863 году она открыла на своей даче в Петергофе по Санкт-Петербургской улице приют для беднейших сирот «Приют Марии и Евдокии». Будучи женщиной предприимчивой, в новых условиях после отмены крепостного права в своем селе Сотницыно Рязанской губернии она основала сахарный завод. Умерла от рака матки в Женеве, похоронена на Новодевичьем кладбище в Петербурге. В браке имела дочерей:
- Мария Ивановна (1843—1923), фрейлина двора (19.04.1864), замужем за графом Ипполитом Ивановичем Чернышевым-Кругликовым (1834—1917). Была  последовательницей  баптистского проповедника Редстока. Их единственная дочь Софья (1864—1930) передала своему мужу А. М. Безобразову право на титул, фамилию и герб графов Чернышевых и право именоваться (с 1908 года) графом Чернышевым-Безобразовым.
- Евдокия Ивановна (26.05.1847[10]—1876), родилась в Петербурге, крещена 7 июня 1847 года в Исаакиевском соборе при восприемстве деда графа А. И. Апраксина и тетки княгини М. А. Долгоруковой; фрейлина двора (23.10.1866), замужем (с 19 августа 1870 года)[11] за графом Владимиром Александровичем Стенбок-Фермором (1847—1896).

## Награды
российские
- орден Св. Станислава 1-й ст. (1870)
- орден Св. Анны 1-й ст. (1872)

иностранные
- датский орден Данеброг, командорский крест (1867)
- черногорский орден князя Даниила I 1-й ст. (1869)
- вюртембергский орден Фридриха 1-й ст. большой крест (1872)
- австрийский орден Франца-Иосифа, большой крест (1872)
- прусский орден Красного орла 2-й ст. со звездой и алмазами (1873)
- австрийский орден Железной короны 1-й ст. (1874)
- орден Короны Италии, большой крест (1875)
- баварский орден Св. Михаила (1875)